# Ryggrad

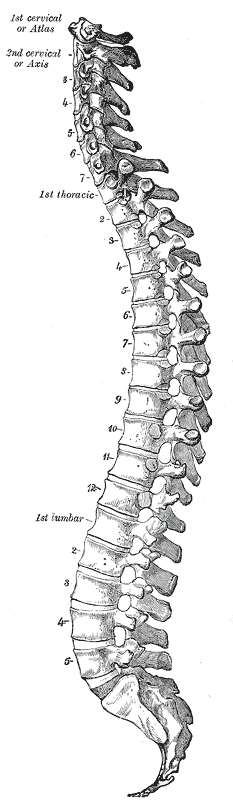
Ryggrad. Lateral vy.
Illustration: Gray's Anatomy, 1918. (PD)

Ryggraden (latin: columna vertebralis) är hos alla ryggradsdjur den kotpelare som sträcker sig från kraniet till svansen. Ryggraden bildar tillsammans med bröstkorgen (thorax), halsen och kraniet axialskelettet till vilket nedre och övre extremiteterna förbinder sig genom bäckenet och skuldergördeln. Sjukdomar i ryggraden kallas dorsopati.
I frontalplanet är ryggraden normalt rak och symmetrisk (se skolios) men i sagittalplanet kröker sig ryggraden flera gånger. De kurvor som vetter bakåt (är dorsalt konvexa) kallas kyfoser och de som vetter framåt (är ventralt konvexa) kallas lordoser.
Ryggraden består av 32–34 ryggkotor (vertebrae) och kan uppdelas i fem delar: halsdelen (pars cervicalis), bröstdelen (pars thoracica), länddelen (pars lumbalis), bäckendelen (pars pelvina) och bakpartiet (pars caudalis). 
Det finns 24 "presakrala" kotor: sju halskotor (cervikalkotor, vertebrae cervicales), tolv bröstkotor (thorakalkotor, vertebrae thoracicae), fem ländkotor (lumbalkotor, vertebrae lumbales). 
Dessutom bildar fem sakralkotor (vertebrae sacrales) korsbenet (os sacrum) och tre till fem svanskotor (vertebrae coccygeae) svansbenet (os coccygis).
Ryggkotorna skiljs åt av 23 mellankotskivor (disci intervertebrales).
Thorakalkyfos är bröstryggradens utbuktning bakåt. Thorakal betyder bröstrygg och kyfos betyder kut (motsats till svank).

## Skydd för ryggmärgen
Ryggraden är ett fast skydd för ryggmärgen som innesluts i dess benhåla, ryggradskanalen eller vertebralkanalen.

## Ryggradens stötdämpning
Ryggradens S-form och dess växlande uppbyggnad av hårda och mjuka element gör att den är rörlig, elastisk och kan uppta elastisk energi som strävar efter att föra den tillbaka till neutralställningen. Stötdämpningen bidrar till att skydda synen, balansorganet och hjärnan. En av de frekvenser som systemet tål sämst ligger i området 4-6 Hz. Maskinbuller och dylikt som ligger i det frekvensområdet betecknas som arbetsbelastning.

## Ryggradens rörelsemodus och lyftmodus
Ryggraden är en bärande konstruktion som kan vara utformad som en rak oelastisk pelare (lyftmodus) eller som en C- eller S-formad elastisk stav (rörelsemodus). Den har således två konstruktionsprinciper att alternera mellan. Lyftmodus: en central, longitudinell belastning av den raka pelaren ger en fördelning av kraften som är lika stor på alla kotorna och därmed en maximal belastningskapacitet av ryggraden. Rörelsemodus: en bågformad elastisk stav kommer däremot alltid har skarpa kurvor där belastningen koncentreras och eventuellt överstiger frakturgränsen; i gengäld kommer den dock ha egenskaperna av att vara rörlig, elastisk och stötdämpande. En analys av ryggradens delar visar att den utgörs av ett kompressionselement (corpora och disci), ett styrningselement (art. zygapophysiales) och ett traktionselement (proc. transversi et spinosi med mellanliggande ligament och ovanliggande fascia thoracolumbalis) Övergången mellan rörelsemodus och lyftmodus fås genom: lutning av bäckenet varpå ländryggens kompressionselement rätas ut till en rak pelare således att den svaga arcusdelen inte blir bärande, sträckning av traktionselementets kollagena fibrer varpå ryggradens elastiska styvhet ökar.